# جمعية الهلال الأحمر (بنغلاديش)
جمعية الهلال الأحمر في بنغلاديش؛هي الجمعية الطبية الرسمية في دولة بنغلاديش تأسست عام 1973.